# نيسان 240 اس اكس
نيسان 240 اس اكس (بالإنجليزية: Nissan 240SX)‏ هي سيارة من صناعة نيسان موتورز أنتجت في 1989 وتوقف إنتاجها في 1998.